# Vejlby-Risskov Idrætsklub
Vejlby-Risskov Idrætsklub (ofte forkortet VRI) er en idrætsklub i det nordlige Århus, der omfatter fodbold, håndbold, badminton, bordtennis og gymnastik. Den har hjemsted i og ved Bellevuehallerne i Risskov. Klubbens farver er gul og blå.
Klubbens fodboldafdeling omfatter en række ungdomshold samt tre seniorhold, hvoraf det bedste spiller i Danmarksserie.
Klubbens håndboldafdeling har hold på alle niveauer. I de ældste ungdomsrækker er etableret klubsamarbejde med naboklubben HEI, samt elitesamarbejde i Århus Håndbold (u18-drenge) og Aarhus United (u17-piger). I voksenrækkerne er VRI en af moderklubberne for ligaholdet Århus Håndbold, mens det bedste VRI-kvindehold spiller i 2. division (sæson 2022-2023).[kilde mangler]